# 墓泥棒と失われた女神
『墓泥棒と失われた女神』（はかどろぼうとうしなわれためがみ、La chimera）は2023年のイタリア・フランス・スイスの犯罪ファンタジー映画。監督はアリーチェ・ロルヴァケル、出演はジョシュ・オコナーとカルロ・ドゥアルテなど。1980年代のイタリアのトスカーナ地方を舞台に、どこかへ消えた恋人と古代の宝物をさがし求める墓泥棒たちが織り成す不思議な人間模様を夢幻的なタッチで描いた幻想譚。
本作は第76回カンヌ国際映画祭のコンペティション部門で上映され、最高賞のパルム・ドールを競った。

## ストーリー
1980年代のイタリア、考古学愛好家であるイギリス人のアーサーはトスカーナ地方のある田舎町に舞い戻ってきた。彼は古代エトルリア人の墓を発見できるという謎の超能力を持っており、その力を利用して美術品を盗掘した罪で刑務所に投獄されていたのである。アーサーは婚約者ベニアミーナの母親フローラの屋敷を訪れる。ベニアミーナは失踪中であり、フローラもアーサーに彼女を見つけてくれることを期待している。
出所後も仲間たちとともに懲りずに埋葬品の盗掘にいそしむアーサーたち。ある晩、彼らは手つかずの状態で残されていた地下遺跡を発見する。そこには美しい大理石の女神像が眠っていた。アーサーたちはこの女神像を売りさばこうとするが、やがては闇市場をも巻き込んだ騒動へと発展していく。

## キャスト
- アーサー：ジョシュ・オコナー
- イタリア：カルロ・ドゥアルテ（英語版）
- ピッロ：ヴィンチェンツォ・ネモラート（イタリア語版）
- スパルタコ：アルバ・ロルヴァケル
- フローラ：イザベラ・ロッセリーニ
- メロディ：ルー・ロワ＝ルコリネ（フランス語版）

## 製作
監督のアリーチェ・ロルヴァケルは本作を『夏をゆく人々』（2014年）、『幸福なラザロ』（2018年）に続く、我々の過去との繋がりを繙く三部作の最終作として企画した。
主演のジョシュ・オコナーは監督の前作『幸福なラザロ』を観て感銘を受け、熱烈な逆オファーの手紙を送ったことがきっかけでキャスティングされた。
ロルヴァケルは本作を撮る上でインスピレーションを受けた作品として以下の5作品を挙げている。
- 『イタリア旅行』（1953年、ロベルト・ロッセリーニ監督）
- 『フェリーニのローマ』（1972年、フェデリコ・フェリーニ監督）
- 『サンド・バギー ドカンと3発』（1975年、マルチェロ・フォンダート監督）
- 『冬の旅』（1985年、アニエス・ヴァルダ監督）
- 『アッカトーネ』（1961年、ピエル・パオロ・パゾリーニ監督）

## 評価
映画批評集積サイトRotten Tomatoesには143件のレビューがあり、批評家支持率は94％、平均点は10点満点中8.3点となっている。サイトによる批評家の見解の要約は、「『墓泥棒と失われた女神』は突飛であり得ないものを追い求めてはいるが、このアリーチェ・ロルヴァケルによる驚くべき魔法のような物語は一見に値するありえない夢である」となっている。

### 受賞歴
- 第95回ナショナル・ボード・オブ・レビュー賞外国語映画トップ5選出
- 第36回ヨーロッパ映画賞美術賞受賞
  - 主演男優賞（ジョシュ・オコナー）ノミネート
- ナストロ・ダルジェント賞助演女優賞（イザベラ・ロッセリーニ）/グリエルモ・ビラーギ賞受賞
  - 作品賞/監督賞/脚本賞/衣装デザイン賞ノミネート
- シカゴ国際映画祭最優秀撮影賞/最優秀アンサンブル・キャスト・パフォーマンス賞受賞